# Tipula (Lunatipula) cillibema
Tipula (Lunatipula) cillibema is een tweevleugelige uit de familie langpootmuggen (Tipulidae). De soort komt voor in het Palearctisch gebied.